# Rio São Domingos (vattendrag i Brasilien, São Paulo, lat -20,82, long -49,08)
Rio São Domingos är ett vattendrag i Brasilien.   Det ligger i delstaten São Paulo, i den sydöstra delen av landet, 600 km söder om huvudstaden Brasília.
Omgivningen kring Rio São Domingos är en mosaik av jordbruksmark och naturlig växtlighet. Området är ganska glesbefolkat, med 30 invånare per kvadratkilometer.